# De Kronieken van Narnia: De leeuw, de heks en de kleerkast (film)
De kronieken Van Narnia: De leeuw, de heks en de kleerkast (Engelse titel: The Chronicles of Narnia: The Lion, the Witch and the Wardrobe) is een film uit 2005 naar het boek De Kronieken van Narnia: Het betoverde land achter de kleerkast van C.S. Lewis onder regie van Andrew Adamson. De film werd uitgebracht door Walt Disney Pictures.
De film is in productie gebracht, hoewel Lewis zelf in 1959 zei dat hij fel gekant was tegen een eventuele televisie- of filmversie.
De film is in het Nederlands nagesynchroniseerd.

## Verhaal

### Proloog
Wanneer tijdens de Tweede Wereldoorlog het luchtalarm afgaat, zet hun moeder Peter, Susan, Edmund en Lucy in Londen op de trein naar het landhuis van professor Digory Kirke om ze in veiligheid te brengen.

### Verhaal
Lucy wil zich tijdens een potje verstoppertje verschuilen in een kledingkast. Ze komt zo via een magische doorgang in een andere wereld. Een faun genaamd Mr. Tumnus vertelt haar dat ze in Narnia is. Het is er door toedoen van de White Witch altijd winter. Mr. Tumnus is verplicht om ieder mens dat Narnia betreedt uit te leveren aan de heks, maar bedenkt zich en stuurt haar terug naar huis. Lucy is voor haar gevoel een hele poos weggeweest, maar in de echte wereld blijkt er amper tijd verstreken. Haar broers en zus geloven haar verhaal over Narnia niet.
Wanneer Lucy opnieuw door de kast naar Narnia gaat, volgt Edmund haar. Hij ontmoet er de White Witch. Ze paait hem met Turks fruit en mooie woorden. Ze belooft hem nog veel meer als hij zijn broer en zussen haalt en naar haar toebrengt. Weer thuis ontkent hij dat hij Narnia heeft gezien. De kinderen breken tijdens een spel in de tuin per ongeluk een raam. Als ze zich willen verstoppen in de kledingkast. komen ze met zijn vieren in Narnia terecht. Ze lopen er deze keer een echtpaar pratende bevers tegen het lijf. Die vertellen ze dat de terugkeer van Aslan aanstaande is en dat volgens een voorspelling het tijdperk van de heks zal eindigen zodra twee zonen van Adam en twee dochters van Eva de troon bestijgen.
Edmund is stilletjes naar de heks geslopen, die haar ware aard onthult, hem opsluit en wolven op pad stuurt om zijn broer en zussen te halen. Peter. Lucy en Susan ontmoeten intussen Father Christmas. Hij schenkt Lucy een dolk en een medicijn dat iedere wond kan helen, Susan een boog, pijlen en een magische hoorn waarmee ze altijd om hulp kan vragen en Peter een zwaard en een schild. Nadat ze ontkomen aan Maugrim en zijn medewolven, vinden ze het terrein van Aslan, een pratende leeuw. Zijn medestanders bevrijden Edmund.
De heks bezoekt Aslan en doet beroep op een wet die hem verplicht Edmund aan haar uit te leveren. Hij voorkomt dit door aan te bieden om de plaats van de jongen in te nemen. Die avond vermoordt de heks Aslan. Daarna stelt ze een leger samen om alsnog te kinderen te grazen te nemen. Peter, Susan, Edmund en Lucy formeren hun eigen strijdmacht met de aanhangers van Aslan, waaronder pratende dieren, faunen en centaurs. Aslan verrijst als beloning voor zijn zelfopoffering en verslaat tijdens de veldslag de White Witch. De betovering over Narnia is verbroken. Aslan gaat met Susan en Lucy naar het kasteel van de heks om iedereen die zij versteend had te bevrijden. De kinderen worden gekroond tot koningen en koninginnen van Narnia.
Er verstrijken vijftien jaar in Narnia. Hierin groeien Peter, Susan, Edmund en Lucy op tot volwassenen. Op een dag zien ze de lantaarnpaal die zich bij de doorgang door de kledingkast bevindt. Ze keren zo terug naar hun eigen wereld. Hier blijkt wederom amper tijd verstreken, zodat ze weer kinderen zijn. Professor Kirke vraagt ze waarom ze in de kledingkast zaten.

### Epiloog
Lucy probeert om opnieuw naar Narnia te gaan via de kledingkast. Professor Kirke vertelt haar dat hij dat ook heeft geprobeerd en het niet meer werkt, maar dat ze er waarschijnlijk ooit wel weer een keer terechtkomt.

## Filmkeuring
In Nederland is de film in twee versies uitgebracht: de originele Engelse en een Nederlands nagesynchroniseerde. De originele versie heeft een kijkwijzer meegekregen vanaf 12 jaar, met een waarschuwing voor geweld en angst. In de Nederlandstalige variant zijn door Disney enkele scènes aangepast, zodat ook de jongere kinderen de film kunnen kijken. De Engelse versie heeft in Nederland de toevoeging "the uncut version" meegekregen, de Nederlandstalige versie draait onder de titel De Kronieken van Narnia, De leeuw, de heks en de kleerkast.

## Rolverdeling
| Acteur                       | Personage              | Opmerkingen                          | Nederlandse nasynchronisatie | Vlaamse nasynchronisatie |
| ---------------------------- | ---------------------- | ------------------------------------ | ---------------------------- | ------------------------ |
| Hoofdrollen                  |                        |                                      |                              |                          |
| William Moseley              | Peter Pevensie         |                                      | Willem Rebergen              | Timo Descamps            |
| Anna Popplewell              | Susan Pevensie         |                                      | Eva Hetharia                 | Clara Cleymans           |
| Skandar Keynes               | Edmund Pevensie        |                                      | Yannick van de Velde         | Felix Peeters            |
| Georgie Henley               | Lucy Pevensie          |                                      | Mila Werner                  | Hannah Bailliu           |
| Liam Neeson                  | Aslan                  | (stem)                               | Kees van Lier                | Vic De Wachter           |
| Tilda Swinton                | Jadis, de Witte Heks   |                                      | Hilde de Mildt               |                          |
| Bijrollen                    |                        |                                      |                              |                          |
| James McAvoy                 | Tumnus                 | een faun                             | Alex Klaasen                 |                          |
| Ray Winstone                 | Meneer Bever           | (stem)                               | Rob van de Meeberg           | Gene Bervoets            |
| Dawn French                  | Mevrouw Bever          | (stem)                               | Maria Lindes                 | Annick Segal             |
| Jim Broadbent                | Professor Digory Kirke |                                      | Kees Coolen                  |                          |
| Kiran Shah                   | Ginarrbrik             |                                      |                              |                          |
| James Cosmo                  | De Kerstman            |                                      | Pim Koopman                  |                          |
| Judy McIntosh                | Helen Pevensie         | moeder van de kinderen               |                              |                          |
| Elizabeth Hawthorne          | Mevrouw MacReddy       |                                      | Annet Nijder                 |                          |
| Patrick Kake                 | Oreius                 |                                      |                              |                          |
| Shane Rangi                  | Generaal Otmin         |                                      |                              |                          |
| Brandon Cook                 | jongen in de trein     |                                      |                              |                          |
| Cassie Cook                  | meisje in de trein     |                                      |                              |                          |
| Morris Lupton                | treinconducteur        |                                      |                              |                          |
| Shelly Edwards               | radeloze moeder        |                                      |                              |                          |
| Susan Haldane                | radeloze moeder        |                                      |                              |                          |
| Margaret Bremner             | radeloze moeder        |                                      |                              |                          |
| Jaxin Hall                   | Soldaat                |                                      |                              |                          |
| Terry Murdoch                | Duitse piloot          |                                      |                              |                          |
| Katrina Browne               | Groene dryade          |                                      |                              |                          |
| Lee Tuson                    | Reus Rumbelbuffin      |                                      |                              |                          |
| Elizabeth Kirk               | Heks                   |                                      |                              |                          |
| Felicity Hamill              | Heks                   |                                      |                              |                          |
| Kate O'Rourke                | Heks                   |                                      |                              |                          |
| Sonya Hitchcock              | Heks                   |                                      |                              |                          |
| Lucy Tanner                  | Heks                   |                                      |                              |                          |
| Tiggy Mathias                | Heks                   |                                      |                              |                          |
| Greg Cooper                  | Faun                   |                                      |                              |                          |
| Richard King                 | Faun                   |                                      |                              |                          |
| Russell Pickering            | Faun                   |                                      |                              |                          |
| Ben Barrington               | Centaur                |                                      |                              |                          |
| Charles Williams             | Centaur                |                                      |                              |                          |
| Vanessa Cater                | Centaur                |                                      |                              |                          |
| Allison Sarofim              | Centaur                |                                      |                              |                          |
| Alina Phelan                 | Centaur Archer         |                                      |                              |                          |
| Stephen Ure                  | Satyr                  |                                      |                              |                          |
| Sam La Hood                  | Satyr                  |                                      |                              |                          |
| Ajay Ratilal Navi            | Rode & Zwarte Dwerg    |                                      |                              |                          |
| Bhoja 'BK' Kannada           | Rode & Zwarte Dwerg    |                                      |                              |                          |
| Zakiuddin Mohd. Farooque     | Rode & Zwarte Dwerg    |                                      |                              |                          |
| M. Ramaswami                 | Rode & Zwarte Dwerg    |                                      |                              |                          |
| Praphaphorn 'Fon' Chansantor | Rode & Zwarte Dwerg    |                                      |                              |                          |
| Nikhom Nusungnern            | Rode & Zwarte Dwerg    |                                      |                              |                          |
| Doungdieo Savangvong         | Rode & Zwarte Dwerg    |                                      |                              |                          |
| Rachael Henley               | oudere Lucy            |                                      |                              |                          |
| Mark Wells                   | oudere Edmund          |                                      |                              |                          |
| Noah Huntley                 | oudere Peter           |                                      |                              |                          |
| Sophie Winkleman             | oudere Susan           |                                      |                              |                          |
| Rupert Everett               | Vos                    | (stem)                               |                              |                          |
| Cameron Rhodes               | Gryphon                | (Narnia)                             |                              |                          |
| Philip Steuer                | Philip                 | een sprekend paard uit Narnia (stem) |                              |                          |
| Jim May                      | Vardan                 | (stem)                               |                              |                          |
| Sim Evan-Jones               | Wolf                   | (stem)                               |                              |                          |
| Douglas Gresham              | Radio-omroeper         | (stem)                               |                              |                          |
| Michael Madsen               | Maugrim                | (stem)                               |                              |                          |
| Caspar Phillipson            | Deense stem            | (stem)                               |                              |                          |

### Overige stemacteurs en nasynchronisatie-informatie
| - Bart Bosch - Beatrijs Sluijter - Bert Marskamp - Eva Poppink - Finn Poncin - Fred Butter - Fred Meijer - Hans Hoekman - Holanda Lazic - Huub Dikstaal - Jeremy Baker - Laura Vlasblom - Magali de Fremery - Sabela Olavide - Sander de Heer - Sandro van Breemen - Stephan Kern - Ruud Drupsteen | - Christel Domen - Daisy Thys - David Davidse - Gert Lahousse - Hans de Munter - Johan Terryn - Karen Vanparys - Marc Lauwrys - Sven De Ridder - Veerle Baetens |
| - Regie: Hilde de Mildt - Vertaling: Hanneke van Bogget - Techniek: Stephan Kern - Productie: Sabela Olavide - Creatieve supervisie: Carlyn Verduin - Opnamestudio: Sun Studio Holland (wat nu SDI-Iyuno is) - Nederlandse productie: Disney Character Voices International, Inc.                  | - Regie: Stijn Coninx - Vertaling: Marc Heyndrickx - Productie: Jan Hessens, Raf Enckels, An Lovink - Creatieve supervisie: Carlyn Verduin - Opnamestudio: Sun Studio A/S België (wat nu SDI-Iyuno is) - Nederlandse productie: Disney Character Voices International, Inc. |

## Achtergrond

### Muziek
De filmmuziek werd gecomponeerd door Harry Gregson-Williams en werd door Walt Disney Records ook uitgebracht op een soundtrackalbum.

### Overig
- De rollen van een aantal van de dwergen in de film worden gespeeld door Thaise komieken uit onder andere de comediegroep Leuafeua Jokmok.
- De filmposter van deze film won begin 2006 de TV Krant Filmposter Award, de publieksprijs die de poster uitriep tot 'mooiste filmposter van 2005'. Een opvallende overwinning, daar de film op het moment dat de verkiezing werd uitgeschreven nog niet in de bioscoop te zien was. Het toont aan dat het stemmende publiek hun stem dus daadwerkelijk gebaseerd op het 'artwork' heeft uitgebracht en niet op de positieve filmervaring.